# Torpedorohr

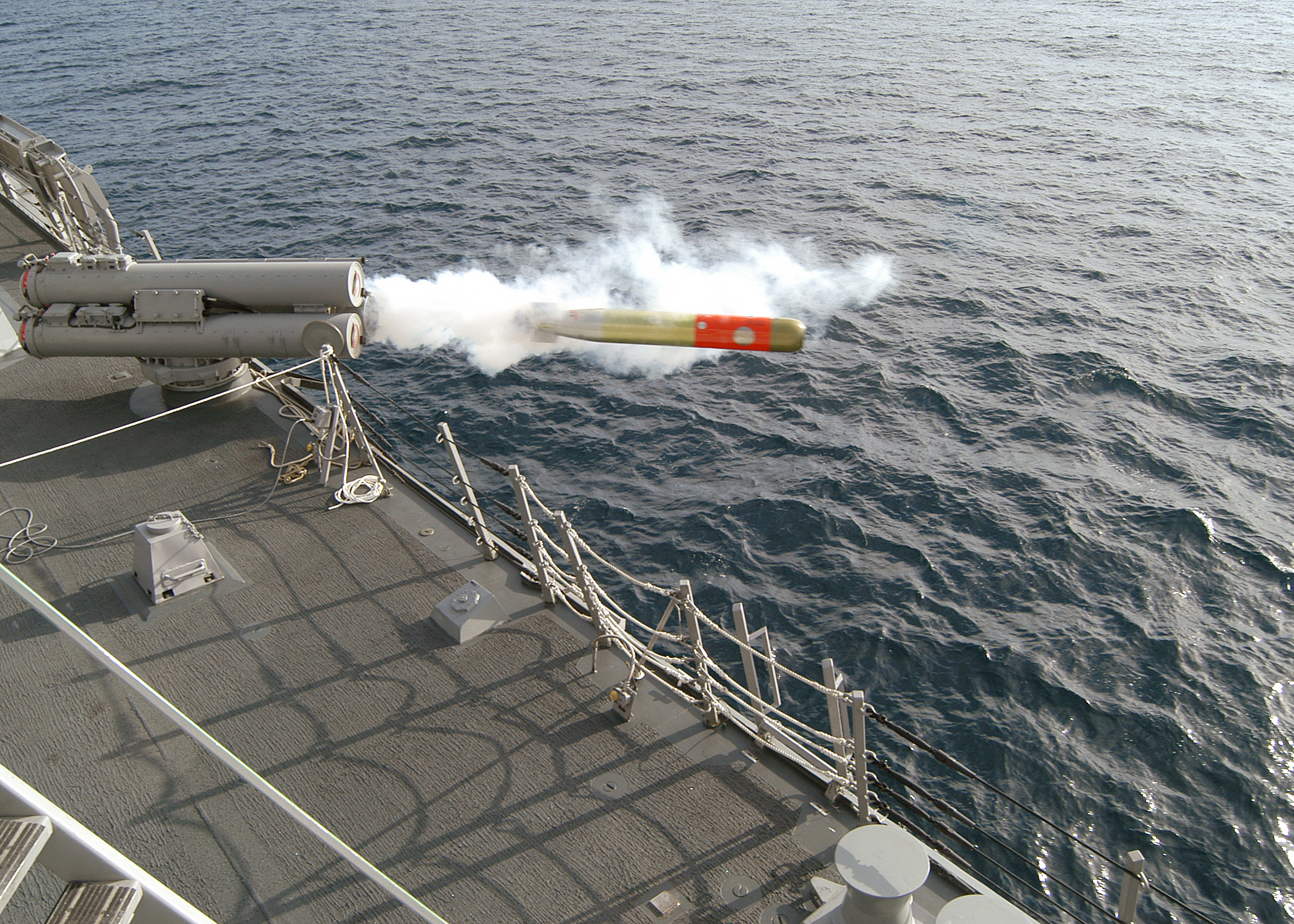
Torpedostart von Bord eines Zerstörers der Arleigh-Burke-Klasse

Torpedorohr eines russischen U-Boots

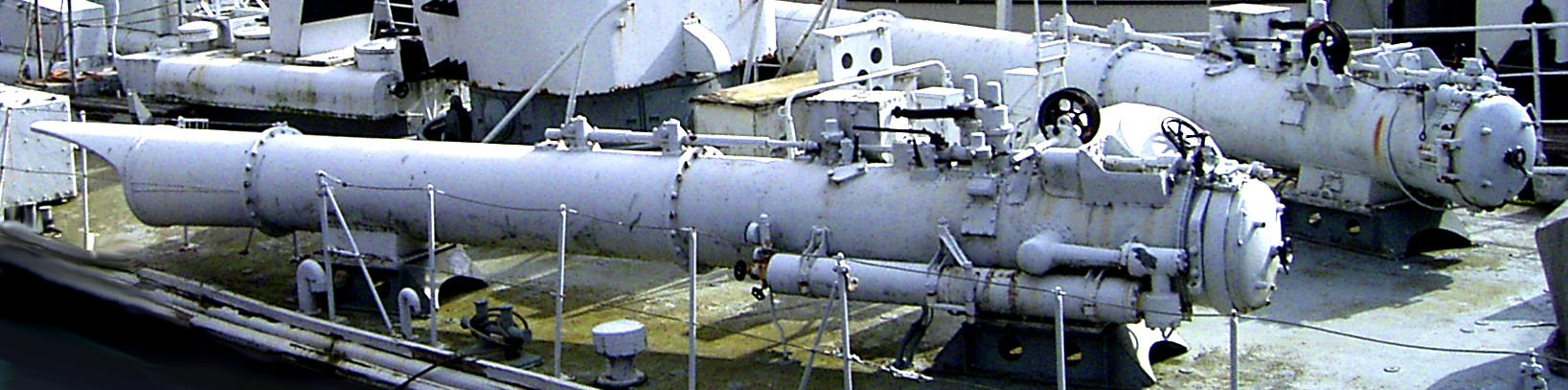
Achteres Torpedorohr eines deutschen Schnellbootes der Jaguar-Klasse

Torpedolancierrohr um 1905

Torpedoausstoßrohre oder auch einfach Torpedorohre (Abk. ToRo) dienen an Bord von Kriegsschiffen verschiedener Typen der Lagerung und dem Ausstoßen bzw. Abschießen von Torpedos (von abfeuern zu sprechen wäre falsch, weil in der Regel kein pyrotechnischer Treibsatz verwendet wird).

## Entwicklung
Mit der Einführung von Torpedos als Waffe bei den Kriegsmarinen kamen nach 1860 auch Torpedorohre als Bewaffnung von Kriegsschiffen auf. Sie wurden zunächst als Torpedolancierrohr bezeichnet und zuerst auf Torpedobooten und Torpedobootzerstörern eingesetzt. Später wurden Torpedoausstoßrohre auf fast allen Kriegsschiffstypen eingebaut (Zerstörer, Kreuzer aller Typen, Torpedoschnellbooten und U-Booten), sogar einige Linienschiffe trugen Torpedorohre. Zunächst waren auch auf Überwasserschiffen die Torpedorohre starr eingebaut, so dass mit dem ganzen Schiff gezielt werden musste. Zum Teil wurden sie sogar unter der Wasserlinie installiert. Später ging man auf den Überwasserschiffen (z. B. Zerstörer und Kreuzer) dazu über, die Torpedorohre in schwenkbaren Mehrlingssätzen (zwei, drei oder mehr Rohre) auf dem Oberdeck zusammenzufassen.
Der Durchmesser der Torpedoausstoßrohre variiert je nach Torpedoart und dem im Herkunftsland verwendeten Maßsystem. Außerdem wurden die Torpedos im Laufe der Zeit immer größer. Während in der deutschen Kaiserlichen Marine Torpedorohre von 35 cm, 45 cm, 50 cm und 60 cm Durchmesser benutzt wurden, verwendete die britische Royal Navy Rohre mit den zölligen Maßen 15 inch (= 381 mm), 18 inch (= 457 mm) und 21 inch (= 533 mm). Das Letztere setzte sich als Quasi-Standard durch; die Reichsmarine übernahm ab 1927 auch dieses Maß nach und nach für alle Torpedos. Einzige Ausnahme blieb lange Zeit die Kaiserlich Japanische Marine, die Rohre von 24 inch (= 610 mm) bevorzugte.
Mit Torpedoausstoßrohren können auch Raketentorpedos und entsprechend geformte Seeminen ausgestoßen werden. Neben den üblichen 533-mm-Rohren haben mehrere U-Boot-Klassen auch 650-mm-Rohre, mit denen auch nuklear bestückte Torpedos und Seezielflugkörper ausgestoßen werden können.
Die Torpedoausstoßrohre von U-Booten sind meist starr in deren Bug und Heck eingebaut und in Ruhelage durch Klappen verschlossen. Vor dem Torpedoschuss muss das Rohr zunächst geflutet werden.
Torpedoausstoßrohre von U-Booten dienen als Stauraum für Abfall und zur gekühlten Lagerung z. B. von Proviant. Sie können auch zum Ausschleusen von Kampfschwimmern verwendet werden.

## Funktion
Zum Ausstoßen der Torpedos wird auf Überwasserschiffen bis heute meistens Druckluft verwendet, auf kleinen Torpedobooten auch pyrotechnische Treibladungen. In der Dampfschiffära kam auch Dampf zur Anwendung. Da der Innendurchmesser der Torpedorohre etwas weiter ist als der Außendurchmesser der Torpedos, werden die Torpedos beim Einführen in das Rohr stark gefettet, damit die Druckluft nicht durch den Zwischenraum entweicht. Der Ausstoß mit Drucklufttechnik ist für U-Boote allerdings ungünstig, weil dabei ein verräterischer Luftschwall an der Wasseroberfläche entstehen kann.
Darum wurden in U-Booten seit dem Zweiten Weltkrieg zunehmend Ausstoßverfahren verwendet, die dieses Problem beheben. So wurden Torpedorohre entwickelt, die nur an der Mündung eng dichten und den Überdruck wieder ins Bootsinnere ableiteten (es trat nur sehr wenig Luft aus), oder die Druckluft trieb einen Kolben hinter dem Torpedo an (der Kolben verschloss am Ende seines Laufweges das Rohr und hielt die Luft darin zurück). All diese Verfahren teilen den Nachteil, dass beim Torpedoschuss der Innendruck im Boot steigt, was für die Besatzung unangenehm sein kann, und das Boot durch das nach dem Schuss mit Luft gefüllte Rohr aus der Trimmung geraten kann.
Noch bis zum Ende des Zweiten Weltkrieges kam es vor, dass nach dem Torpedoschuss der Bug des U-Bootes die Wasseroberfläche durchbrach und damit die Position des Bootes verriet.
Um dem zu entgehen, verwendete beispielsweise die Marine der Bundeswehr auf ihren U-Booten sogenannte „Ablaufrohre“, aus denen die Torpedos gar nicht ausgestoßen wurden, sondern einfach der Torpedo im Rohr gestartet wurde und mit eigener Motorkraft „ablief“. Diese Rohre mussten weiter als der Torpedo sein, damit beim Ablaufen von vorn Wasser nachströmen konnte. Die Torpedos wurden dabei über Schienen im Innern des Rohres geführt. Bei diesem Verfahren muss der Torpedo erst langsam seine Geschwindigkeit aufbauen und die hochtourig im „Stand“ laufenden Propeller verursachten verräterische Kavitationsgeräusche. Vor allem für kleine Boote interessant, ergab sich dabei eine Gewichts- und Platzersparnis, weil die Druckluftanlage zum Ausstoß entfiel.
Heute kommt im Allgemeinen eine Technik zum Einsatz, bei welcher der eigentliche Ausstoß durch Wasser erfolgt, das hinter den Torpedo gepresst wird; das Druckwasser wird dabei über einen Hydraulikzylinder oder in besonderen, mit Druckluft beaufschlagten Druckkammern erzeugt (Druckwasserausstoß). Die Druckluft gelangt hierbei weder nach außen noch ins Bootsinnere, der Vorgang ist praktisch geräuschlos. Bis auf die erheblich größere und schwerere technische Ausrüstung des Rohres hat der Druckwasserausstoß keine Nachteile. Weil bei dieser Technik das Torpedorohr nach dem Schuss mit Wasser gefüllt ist, fällt es auch leichter, die Trimmung des Bootes zu halten.